# نعناع صغير الزهرة
نعناع صغير الزهرة (الاسم العلمي:Mentha micrantha) هو نوع من النباتات يتبع جنس النعناع من الفصيلة الشفوية.